# Lịch sử Campuchia
Campuchia là một đất nước ở  bán đảo Đông Dương, có lịch sử lâu đời và ảnh hưởng nền văn minh Ấn Độ.

## Các vương quốc đầu tiên
Người ta biết về nước Phù Nam trước hết là nhờ những ghi chép của thư tịch cổ Trung Hoa như Lương thư (sử nhà Lương 502-556) là đầy đủ hơn cả. "Nước Phù Nam ở phía Nam quận Nhật Nam, trong một vịnh lớn ở phía Tây biển. Nước cách Nhật Nam chừng 7.000 lý và cách Lâm Ấp hơn 3.000 lý về phía Tây Nam. Đô thành cách biển 500 lý. Một con sông lớn từ Tây Bắc chảy về phía Đông và đổ ra biển. Nước rộng hơn 3.000 lý. Đất thấp và bằng phẳng. Khí hậu và phong tục đại để giống Lâm Ấp".
Tấn thư còn cho biết thêm: "Đất rộng 3.000 lý, có những thành phố xây tường, có lâu đài và nhà ở. Đàn ông Phù Nam xấu và đen, quấn tóc, ở truồng và đi chân không. Tính đơn giản và không trộm cắp. Họ chăm công việc nhà nông, gieo 1 năm gặt 3 năm. Họ thích trang trí bằng điêu khắc, chạm trổ; nộp thuế bằng vàng, bạc, hạt châu, hương liệu. Họ có sách vở, thư viện và nhiều vật khác. Chữ viết giống người Hồ. Ma chay cưới hỏi đại để giống Lâm Ấp".
Theo truyền thuyết cổ được ghi chép lại bởi Khang Thái (Kang Tai), một quan lại Trung Hoa đã từng tới Phù Nam giữa thế kỷ thứ 3 thì xứ này do một người phụ nữ tên Liễu Diệp (Liu Yeh) cai trị. Sau đó một người nước ngoài tên là Hỗn Điền (Hun Tien), có thể là từ Ấn Độ, sang đã cưới Liễu Diệp và lập ra một triều đại tại đây. Theo các truyền thuyết địa phương thì vị ẩn sĩ Ấn Độ này tên là Kambu đã kết hôn với nữ thần Mera và con cháu của họ được gọi là Kambuja (con cháu của Kambu) và tên ghép của hai vợ chồng trở thành tên dân tộc là Kambu-Mera, Kmer hay Khmer.
Thực sự thì Phù Nam là một quốc gia hỗn hợp gồm nhiều tộc người khác nhau, do một xứ Phù Nam chánh tông nắm địa vị tôn chủ và các tiểu quốc kia phải thần phục và cống nạp cho nó.
Triều đại Phù Nam đầu tiên có 4 đời vua kế tiếp nhau là:
- Hỗn Điền
- Con Hỗn Điền (chưa rõ tên họ)
- Hỗn Bàn Huống
- Hỗn Bàn Bàn

Tiếp đó một viên tướng khác lên ngôi, lập một triều đại khác bắt đầu là Phạm Sư Man (khoảng 220-280)
- Phạm Sư Man
- Phạm Chiêu
- Phạm Tràng
- Phạm Tầm

Vào thế kỷ thứ 5 tài liệu Trung Hoa có nói tới một ông vua tên là Trì Lê Đà Bạt Ma ở ngôi từ 424-438 rồi tới Đồ Da Bạt Ma và Lưu Đà Bạt Ma. Thư tịch cổ còn nói tiếp sau đó nước Phù Nam bị một nước khác ở phía Bắc đánh bại (cuối thế kỷ thứ 6, giữa thế kỷ thứ 7). Phù Nam tới đây là dứt.

## Vương quốc Chân Lạp
Nước đã đánh bại Phù Nam là Chân Lạp, một quốc gia do người Khmer sáng lập. Trung tâm của họ nằm ở Sae Mun (nay thuộc Thái Lan) và Champasack (nay thuộc Nam Lào). Quốc gia này do Bhavavarman sáng lập trong thế kỷ thứ 6, gọi là nước Bhavapura, tức Chân Lạp.
Bhavavarman đã chấm dứt sự lệ thuộc Phù Nam. Sau khi ông mất, con ông là Mahendravarman lên kế ngôi và tấn công Phù Nam, buộc vua Phù Nam phải chạy trốn tới Naravana tức nước Chí Tôn (nay là Ba Thê, xã Vọng Thê, An Giang). Isanavarman kế ngôi Mahendravarman, tiếp tục tấn công "Với sức mạnh của mình đã vượt qua ranh giới lãnh thổ của Tổ tiên". Các vua thất trận đã bỏ chạy ra vùng hải đảo.
Jayavarman I lật đổ Isanavarman để cai trị một lãnh thổ rộng lớn. Bia ký của ông được tìm thấy trên một vùng lãnh thổ bao gồm cả Sae Mun, Battambang, Seam Reap, Kompong Thom, Takeo, Prey Veng và Kampot.
Sau khi đánh thắng Phù Nam, người Chân Lạp đã ồ ạt di cư xuống phía Nam. Họ đã dừng lại ở Takeo (cụm di tích Angkor Borey) và Prey Veng (cụm di tích Ba Phnom), trung lưu sông Mekong và Đông Bắc biển Hồ. Isanavarman đã xây dựng kinh đô Isanapura ở gần Kompong Thom. Theo Tùy thư của Trung Hoa thì nơi đây có tới 20.000 gia đình sinh sống. Ngoài ra vương quốc còn có 30 thành thị do các tổng đốc cai quản và quan tước cũng tựa như Lâm Ấp.

## Thời kỳ khủng hoảng của Chân Lạp
Jayavarman qua đời năm 680. Hoàng hậu Jayadevi, nắm quyền trong khoảng 681-713, đã gây bất bình trong giới quý tộc và quan lại. Do những mâu thuẫn này mà năm 713, Puskaraksa đã truất phế bà và tự lên ngôi, lập kinh đô mới là Sambhupura ở gần Sambaur.
Do sự biến này mà phần phía Bắc của vương quốc (tức nước Bhavapura cũ) tách ra khỏi Chân Lạp, lập lại nước riêng. Tài liệu Trung Hoa ghi lại là nước này chia làm hai: Thủy Chân Lạp và Lục Chân Lạp. Biên giới nằm ở dãy núi Dângrêk (nay là biên giới Thái Lan-Campuchia).
Ở miền Nam, Puskaraksa không thể kiểm soát nổi lãnh thổ của mình. Nhiều nơi nổi lên, tự lập nước riêng. Trong lúc đó vương triều Sailendra của nước Kalinga ở đảo Java, Indonesia mạnh lên đã tấn công vương quốc của Puskaraksa năm 774, chiếm được kinh đô Sambhupura và đẩy đất nước này tới hồi diệt vong.

## Thời kỳ Angkor (802-1432)

### Phục quốc (802-944)
Đầu thế kỷ thứ 9, nhân khi vương triều Sailendra suy yếu, một người trong hoàng tộc Chân Lạp bị bắt làm tù binh đã trốn về nước, tập hợp lực lượng đấu tranh để thoát ra khỏi ảnh hưởng của Sailendra và thống nhất lại Campuchia, khởi đầu một đế chế hùng mạnh ở Đông Nam Á - đế quốc Khmer (802-1434). Ông lên ngôi vua, lấy hiệu là Jayavarman II.
Jayavarman II đã cố công tìm kiếm một địa điểm mới để đặt kinh đô. Trong thời của ông, vương quốc đã dời đô nhiều lần, từ Indrapura cho tới Hariharalaya và Mahendrapura ở núi Kulen rồi cuối cùng là quay trở lại Hariharayala.
Thời kỳ Jayavarman II tại vị, sự sùng bái thần Shiva có khuynh hướng biến thành sự sùng bái nhà vua (Devaraja). Do đó mà ông cũng được tôn sùng như một vị thần. Khi ông qua đời năm 854, người ta đã phong tặng cho ông danh hiệu Paramesvara tức "Chúa tể".
Cháu của Jayavarman II là Yasovarman I cai trị từ 889-900 lại tiếp tục dời đô thêm 50 km, tại một nơi mà ông gọi là Yasohadrapura tức là Angkor. Đây là biến âm từ chữ Phạn Nagara, tức "Quốc đô". Đế quốc Khmer vì thế còn được gọi là vương quốc Angkor, đế quốc Angkor.

### Phát triển (944-1181)

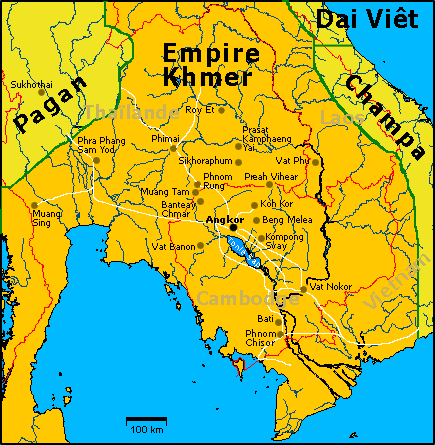
Đế quốc Khmer cuối thế kỷ 12

Rajendravarman II lên ngôi năm 944 được thừa kế cả hai dòng Khmer Nam và Bắc. Ông là con Mahendravarman thuộc hoàng tộc Bhavapura (phía Bắc) và Mahendradevi, dì ruột của Harsavarman II (942-944), vua của dòng Nam. Do sự kiện này mà hai dòng tộc Thủy Chân Lạp và Lục Chân Lạp đã lập lại được sự thống nhất. Các văn bia thời kỳ này đều nhấn mạnh về nguồn gốc tộc Mặt trời (Suryavamsa) phía Bắc và tộc Mặt trăng (Somavamsa) phía Nam của vương triều. Tên nước được xác định là Kambuja và vua là Kambujaraja.
Tuy đã tái thống nhất nhưng giữa hai dòng tộc vẫn có sự mâu thuẫn. Năm 1002, Jayaviravarman II lên ngôi ở Angkor tại miền Nam thì một hoàng thân khác cũng tự lên ngôi ở Sae Mun phía Bắc là Suryavarman I. Năm 1010, Suryavarman I đã lật đổ vua phía Nam rồi làm vua cả hai miền. Năm 1082, Jayavarman VI tự lên ngôi ở Sae Mun cũng đem quân đi lật đổ vua ở Angkor và cai trị vương quốc từ 1082 đến 1107.
Tuy nhiên về sau thế lực của nhóm phía Bắc tập trung ở Sae Mun dần suy yếu và không còn là đối trọng với phía Nam được nữa. Cuối thế kỷ 12, các văn bia chỉ còn nhắc tới một tộc Kambu Mặt trời nhưng đã di cư xuống phía Nam mà thôi.
Do sự thống nhất và ổn định, Rajendravarman II (944 – 968) vừa lên ngôi đã đem quân sang đánh Champa. Suryavarman I (1002-1050) còn tiến xa hơn, chinh phục được trung và hạ lưu sông Chao Phraya (sông Mê Nam nay thuộc Thái Lan) và cao nguyên Khorat. Harsavarman II (1066-1080) đã đánh Champa và Đại Việt. Tới thời Suryavarman II (1113-1150) thì vương quốc đã chinh phục được Champa trong khoảng 1145-1149 và thậm chí 5 lần đem quân đánh Đại Việt (1128, 1129, 1132, 1138, 1150).
Sau cuộc tranh ngôi năm 1010, kinh đô bị hư hại nặng nên Suryavarman II đã cho tiến hành xây dựng Angkor Wat như là một biểu tượng cho sức mạnh của vương triều.
Năm 1116, sứ thần của vua Suryavarman II đã sang nhà Tống triều cống. Năm 1119, nhà Tống phong vua Suryavarman II là Chân Lạp quốc vương, ngang hàng với Chiêm Thành.

### Cực thịnh (1181-1201)
Sau khi Suryavarman II qua đời, ngôi vua bị một người lạ tự xưng là Tribhuvanadi, tức Tyavarman, đánh cướp năm 1165 khiến quốc gia suy yếu. Năm 1177, Jaya Indravarman IV của Champa thừa cơ tấn công Angkor trong sự kiện thủy chiến Tonlé Sap và Angkor bị chiếm đóng trong một thời gian ngắn. Một hoàng thân trẻ của Angkor phải chờ đợi trong 16 năm mới tập hợp được lực lượng để đánh bại Champa và lên ngôi vua năm 1181, tức Jayavarman VII.
Trong thời kỳ cai trị của Jayavarman VII, vương quốc Angkor đã đạt tới đỉnh cao của sự phát triển.
Sau vài năm để khôi phục vương quốc, Jayavarman VII đã tính tới chuyện trả thù Champa. Năm 1190, Jayavarman VII đã cử một đạo binh lớn sang tấn công Champa và đánh bại hoàn toàn người Chăm. Một hoàng thân người Chăm thân Khmer được cử tới cai trị và Champa trở thành một tỉnh của Chân Lạp trong một thời gian dài. Ngoài việc đánh Champa, ông còn thôn tính luôn cả Haripunjaya gần biên giới Miến Điện-Thái Lan và bán đảo Malaya. Có thể quân Chân Lạp đã tới được cả Luang Prabang ở Lào nữa.
Vương quốc Chân Lạp dưới thời Jayavarman VII có 23 tỉnh. Để cai trị đất nước rộng lớn, ông đã cho xây dựng 121 trạm nghỉ (Dharmasala) dọc theo các tuyến giao thông quan trọng mà ngày nay vẫn còn tồn tại dấu tích trên tuyến đường nối Angkor với Pimai ở Thái Lan và từ Sambor cho tới Vi Jaya của Champa (kinh đô Phật Thệ, nay ở Bình Định). Jayavarman VII cũng đã cho xây dựng kinh đo mới là Angkor Thom. Sử Trung Quốc gọi vương quốc Chân Lạp lúc này là Chiêm Lạp (占臘), tức Chiêm Thành và Chân Lạp hợp lại.

### Suy thoái
Không rõ Jayavarman VII qua đời năm nào nhưng con trai ông là Indravarman II đã lên thay thế ông sau năm 1201 và cai trị tới 1243.
Trong những năm cai trị đầu tiên của Indravarman II, đế quốc Khmer từng 3 lần giao chiến với quân Đại Việt trong các năm 1207, 1216 và 1218. Tuy nhiên, sau năm 1218, không còn thấy Đế quốc Khmer có chiến tranh với các quốc gia khác trong khu vực nữa. Không những vậy, năm 1220, Đế quốc Khmer còn cho lui quân khỏi Champa mà không có bất kỳ sự đấu tranh hay biến động nào từ Champa.
Ở phía tây, những tộc người Thái nổi dậy, thành lập vương quốc Sukhothai, đẩy lui người Khmer. Trong khoảng 200 năm tiếp theo, người Thái trở thành đối thủ chính của người Khmer.
Nối ngôi Indravarman II là Jayavarman VIII (trị vì từ 1243-1295). Không như các vua trước theo đạo Phật Đại thừa và có ảnh hưởng của đạo Hindu, Jayavarman VIII theo đạo Hindu và rất quá khích chống lại đạo Phật. Ông cho phá hủy phần lớn các tượng Phật trong vương quốc (các nhà khảo cổ ước tính trên 10 ngàn tượng Phật bị phá hủy, chỉ để lại rất ít dấu tích) và biến chùa chiền thành đền thờ của đạo Hindu.
Từ bên ngoài, đế quốc này bị đe dọa bởi quân Mông Cổ dưới quyền chỉ huy của tướng Sagatu. Nhà vua tìm cách tránh nạn binh đao bằng cách triều cống cho người Mông Cổ, lúc này đang làm chủ Trung Quốc. Triều đại của Jayavarman VIII kết thúc năm 1295 khi ông bị con rể là Srindravarman (còn gọi là Indravarman III) (trị vì từ 1295-1309) lật đổ. Tân vương là người theo Phật giáo Theravada, là trường phái Phật giáo đến từ Sri Lanka, rồi lan tỏa khắp khu vực Đông Nam Á.
Sau thời kỳ trị vì của Srindravarman, có rất ít tư liệu ghi lại lịch sử vương quốc thời kỳ này. Cột đá cuối cùng mang văn khắc được biết đến là từ năm 1327. Không có đền đài lớn nào được xây dựng thêm. Các nhà sử học ngờ rằng điều này gắn liền với tín ngưỡng Phật giáo Theravada vốn không đòi hỏi việc xây cất các công trình vĩ đại để thờ phụng. Tuy nhiên, việc vắng bóng các công trình lăng tẩm lớn cũng có thể do việc quyền uy của triều đình sút giảm và do đó thiếu nhân công xây dựng. Các công trình thủy lợi cũng dần đổ nát, mùa màng do đó cũng bị thất bát khi có lũ lụt hoặc hạn hán, làm đế quốc càng suy yếu.
Quốc gia Thái láng giềng, vương quốc Sukhothai, sau khi đẩy lùi đế quốc Angkor, bị một vương quốc Thái khác, vương quốc Ayutthaya, chinh phục năm 1350. Từ sau năm 1352, Ayutthaya trở thành đối thủ chính của Angkor. Họ mở nhiều chiến dịch tấn công Khmer, nhưng đều bị đẩy lùi. Tuy nhiên tới năm 1431, cuối cùng thì sức mạnh áp đảo của Ayutthaya cũng trở nên quá lớn để chống lại, và Angkor thất thủ trước quân Thái.
Khi nhà Minh thành lập ở Trung Quốc, từ năm 1368, sứ giả Trung Quốc đã sang Chân Lạp báo tin và vua Hốt Nhi Na (忽兒那) đã thông sứ. Năm 1373, nhà Minh ban lịch đại thống cho Chân Lạp. Năm 1387, nhà Minh sai hành nhân Đường Kính (唐敬) đến nước này, quốc chủ Thommasaok Reachea tiến cống 59 con voi và 60,000 cân hương liệu. Sách Thù vực chu tư lục cho rằng: từ đó về sau, việc triều cống không đều đặn. Còn Minh thực lục ghi nhận liên tục các đoàn sứ của Chân Lạp sang Trung Quốc.
Đầu đời Vĩnh Lạc (1404), nhà Minh cử ngự sử Doãn Thụ (尹綬) đến nước này. Doãn Thụ nhận mệnh, khởi hành từ Quảng Châu, đi bằng đường biển đến Chiêm Thành, rồi từ Chiêm Thành vượt qua hồ nước ngọt (淡水湖 Biển Hồ?) đến châu Bồ Đề Tát (菩提薩州), đi qua chùa Lỗ Ban (魯般寺) rồi đến Chân Lạp.
Năm 1407, nhà Minh xâm lược An Nam và thiết lập sự cai trị. Vua Chiêm Thành là Indravarman VI (Chiêm Ba Đích Lại, 占巴的賴) thần phục nhà Minh và sau đó mang quân xuống tấn công vương quốc Chân Lạp phía nam. Quân Chăm chiếm được nhiều vùng đất lớn dọc sông Đồng Nai và trên đồng bằng sông Cửu Long. Vua Chau Ponea Yat của Chân Lạp phải cầu cứu nhà Minh và quân Minh đã hai lần tiến vào Chiêm Thành (1408 và 1414) làm áp lực Chiêm Thành mới chịu rút quân. Mặc dầu vậy, quân Champa cũng chiếm được thị trấn Nagara Brah Kanda (thị xã Biên Hòa ngày nay). Vào năm 1413 hoặc 1415 nhà Minh khiển trách Chiêm Ba Đích Lại vì hợp tác 2 mặt. Ngày 1-4-1414, nhà Minh phải cử sứ giả hộ tống sứ đoàn Chân Lạp của vua Can-lie Zhao Ping-ya về nước vì họ bị Chiêm Thành tấn công. Nhà Minh gửi chiếu răn đê Chiêm Ba Đích Lại. 3-11-1416, Chiêm Thành sai sứ sang tạ tội.

## Thời kỳ hậu Angkor
Từ thế kỷ 15 đến thế kỷ 19 là giai đoạn suy tàn liên tục và thu hẹp đất đai. Từ giữa thế kỷ 15, Campuchia liên tục bị các cuộc xâm lăng của vương quốc Ayutthaya (Thái Lan cổ) tàn phá. Angkor liên tục bị chiếm đóng và tàn phá. Để duy trì sự tồn tại của vương quốc Khmer, vua Ang Chan I (1516–1567) phải chuyển kinh đô từ Angkor về Longvek . Campuchia có được một giai đoạn thịnh vượng ngắn, trong khoảng giữa thế kỷ 16 sau khi đã xây dựng thủ đô Longvek mới ở vùng đông nam Tonle Sap. Dọc theo lưu vực Sông Cửu Long, Chân Lạp mở rộng buôn bán với các vùng khác ở châu Á. Đây là giai đoạn khi những nhà thám hiểm người Tây Ban Nha, là Blas Ruiz de Hernan Gonzales và Diogo Veloso, lần đầu tiên tới nước này và bắt đầu mở rộng ảnh hưởng của Phương tây tại đây.
Nhưng năm 1594, vương quốc Ayutthaya của người Thái một lần nữa lại tấn công Chân Lạp, tàn phá Longvek. Vua Satha I của Campuchia phải chạy trốn. Sự sụp đổ của Lovek như bắt đầu một thảm họa mà Campuchia không bao giờ gượng lại được nữa, đồng thời việc này cũng tạo cơ hội can thiệp cho người Tây Ban Nha. Năm 1596, Blas Ruiz de Hernan Gonzales và Diogo Veloso giúp vua Satha quay về Campuchia lấy lại Lovek. Tuy nhiên, năm 1598, sự can thiệp của người Tây Ban Nha cũng chấm dứt, do đoàn quân này bị sát hại cùng với vua Satha trong nội chiến giữa những người Khmer với nhau.
Sang đầu thế kỷ 17, Campuchia có sự gắng gượng ổn định đôi chút dưới thời vua Chey Chettha II, tuy không thể bằng các thời kỳ trước đặc biệt là thời Angkor, với việc thành lập một thủ đô mới tại Oudong năm 1618. Vua Chey Chettha II đã mở rộng quan hệ với chúa Nguyễn ở Đàng Trong của Việt Nam, để cân bằng ảnh hưởng từ vương quốc Ayutthaya của Thái Lan. Đồng thời Chey Chettha II cũng giao thương với người Hà Lan, cho họ mở một nhà máy ở Oudong năm 1620 .
Từ giữa thế kỷ 17 trở đi, Campuchia trở nên suy yếu trầm trọng trước hai láng giềng hùng mạnh và tham vọng bành trướng là Xiêm và Đàng Trong (Việt Nam). Sự định cư của người Việt ở châu thổ sông Cửu Long từ đầu thế kỷ 17 dẫn tới việc họ sáp nhập hoàn toàn vùng đó vào năm 1757, vì thế Campuchia mất một trong những vùng lãnh thổ trù phú nhất của họ và bị ngăn đường tiến ra biển Đông. ở phía tây người Thái tiếp tục xâm lấn và sáp nhập các tỉnh Battambang, Siem Reap vào lãnh thổ của họ. Khi người Pháp tới Đông Dương bảo hộ Campuchia từ năm 1863 đã dần lấy lại phần lãnh thổ Battambang, Siem Reap từ Xiêm La.

## Giai đoạn thuộc địa Pháp

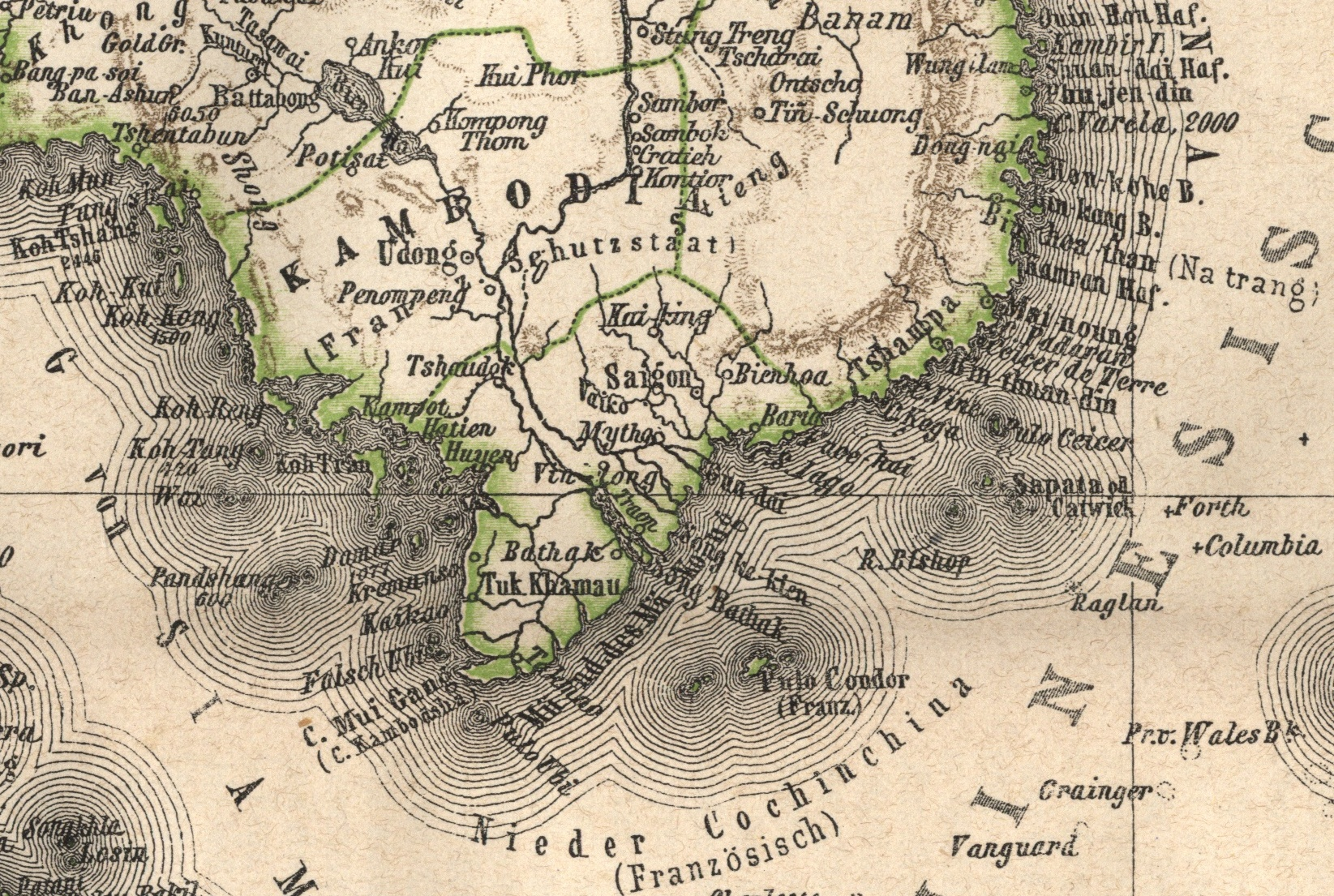
Bản đồ Campuchia (bảo hộ) và Nam Kỳ (thuộc địa) của Pháp khoảng năm 1863-1876 (thời kỳ đầu Campuchia nằm dưới sự bảo hộ của Pháp 1863-1890).

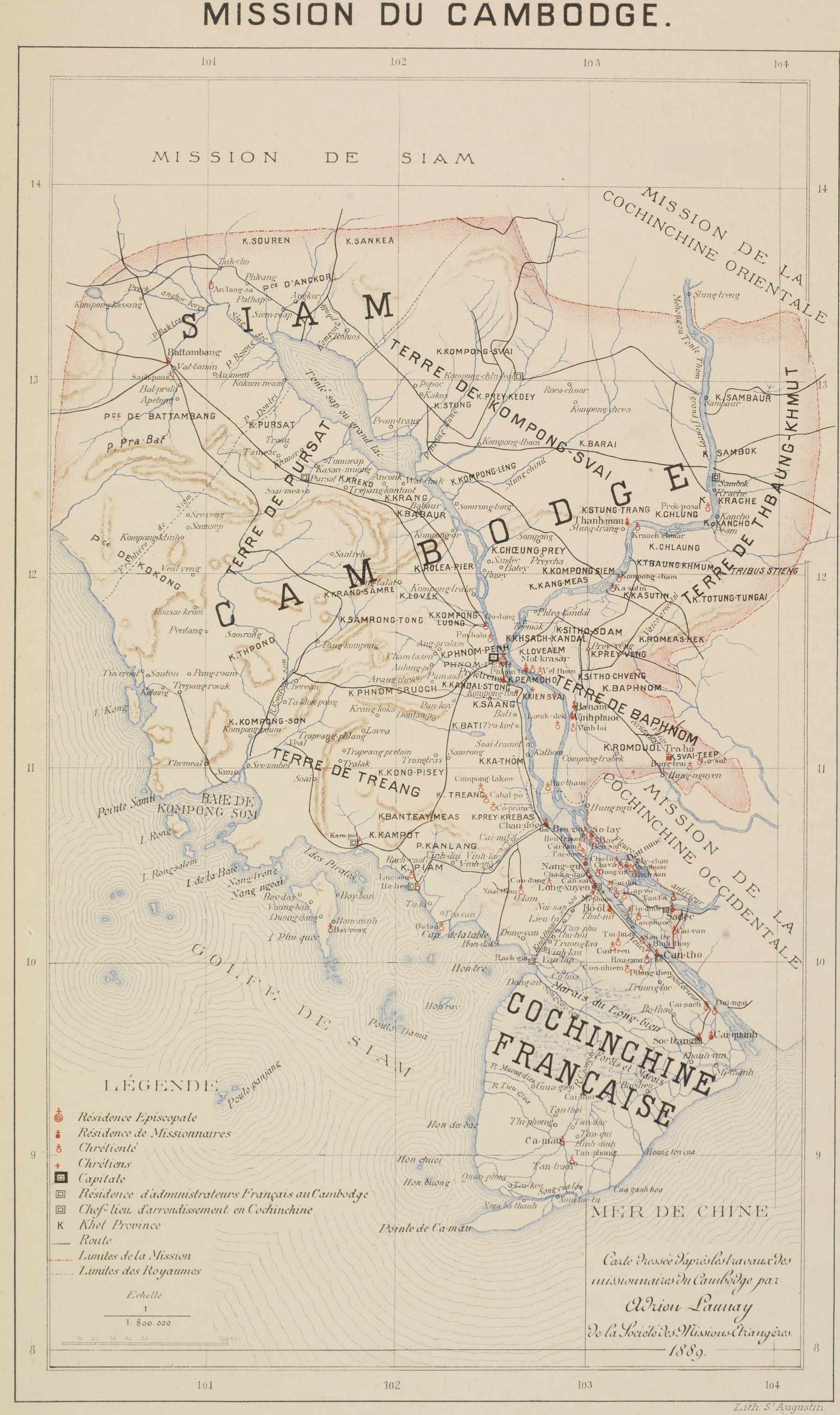
Bản đồ Campuchia vào năm 1889.

Năm 1863 vua Norodom ký một hiệp ước với Pháp để thành lập một chính quyền bảo hộ trên toàn vương quốc nhờ vậy Campuchia thoát khỏi nguy cơ bị Xiêm và Đại Nam thôn tính hoàn toàn. Dần dần đất nước này rơi vào quyền cai trị thuộc địa của Pháp. Năm 1906, Pháp gây chiến với Xiêm và giành lại 4 tỉnh vùng tây bắc từng bị người Xiêm chiếm trong thế kỷ 18,19 là Battambang, Siem Reap, Meanchey, Oddar. Trong Chiến tranh thế giới thứ hai, người Nhật cho phép chính phủ Pháp (chính phủ Vichy) đang hợp tác với Đức Phát xít tiếp tục cai quản Campuchia và các lãnh thổ Đông Dương khác, nhưng họ cũng nuôi dưỡng chủ nghĩa quốc gia Khmer. Campuchia lại được hưởng một thời kỳ độc lập ngắn năm 1945 trước khi quân Đồng Minh tái lập quyền kiểm soát của Pháp. Vua Norodom Sihanouk, người từng được Pháp lựa chọn để kế vị Sisowath Monivong năm 1941, nhanh chóng chiếm lấy vị trí chính trị trung tâm khi ông tìm cách trung lập hóa những người cánh tả và những đối thủ cộng hòa và cố gắng đàm phán những điều kiện có thể chấp nhận được để giành lấy độc lập từ tay người Pháp. "Cuộc thập tự chinh giành độc lập" của Sihanouk dẫn tới việc người Pháp miễn cưỡng bằng lòng trao lại chủ quyền cho ông. Một thoả thuận từng phần được đưa ra tháng 10 năm 1953. Sau đó Sihanouk tuyên bố rằng công việc đòi độc lập đã hoàn thành và thắng lợi trở về Phnom Penh.

## Chính phủ đầu tiên của Sihanouk
Những nỗ lực của Việt Minh trong Kháng chiến chống Pháp đã đem lại kết quả. Theo Hiệp ước Geneva về Đông Dương, Việt Minh đang đóng trên lãnh thổ của Campuchia tập kết ra Bắc Việt Nam, quân Pháp phải rút khỏi Đông Dương. Chính quyền do Sihanouk xây dựng một Campuchia độc lập, thân thiện với Bắc Việt Nam và các đồng minh.
Trung lập là yếu tố cơ bản của chính sách đối ngoại Campuchia trong các thập kỷ 1950 và 1960. Tuy nhiên, chính phủ Campuchia xây dựng quan hệ tốt đẹp với khối Xã Hội Chủ nghĩa, nhận viện trợ to lớn từ Liên Xô và Trung Quốc, giúp đỡ to lớn quân Giải Phóng Việt Nam. Tới giữa thập kỷ 1960, nhiều phần tại các tỉnh phía đông Campuchia được dùng làm những căn cứ cho quân đội Bắc Việt Nam và các lực lượng Việt Cộng (NVA/VC) hoạt động chống lại Nam Việt Nam, cảng Sihanoukville được xây dựng và sử dụng để tiếp tế cho họ. Song song với việc đó là hàng hóa từ Hạ Lào qua đông bắc Campuchia vào Việt Nam. Campuchia trở thành mắt xích quan trọng của các tuyến Đường Hồ Chí Minh, trước năm 1970, phần lớn hàng hóa được chuyển qua đây.
Khi các hoạt động của NVA/VC tăng lên, Hoa Kỳ và Nam Việt Nam bắt đầu lo ngại, vào năm 1969, Hoa Kỳ bắt đầu một chiến dịch ném bom rải thảm dài mười bốn tháng nhắm vào các cơ sở của NVA/VC khiến nước này rơi vào tình trạng bất ổn định. Hoa Kỳ tuyên bố rằng chiến dịch ném bom chỉ diễn ra ở vùng không lớn hơn mười, và sau này là hai mươi dặm bên trong biên giới Campuchia, các vùng nơi có dân Campuchia sinh sống đã được NVA di tản.
Những cuộc ném bom này gây ra thương vong rất lớn cho dân Campuchia, vốn không quen với chiến tranh như dân Việt Nam. Hoàn toàn không có việc sơ tán dân như tuyên bố, đơn giản vì quân Mỹ và Nam Việt Nam không đến những vùng bị ném bom, được cho là còn Quân đội Nhân dân Việt Nam và các lực lượng Mặt trận Dân tộc Giải phóng miền Nam Việt Nam. Từ vị thế trung lập Campuchia bị lôi kéo vào cuộc Chiến tranh Việt Nam.
Trong suốt thập kỷ 1960, chính trị trong nước Campuchia bị chia rẽ. Chống đối nổi lên bên trong tầng lớp trung lưu và cánh tả gồm cả những lãnh đạo từng được đào tạo ở Pháp như Son Sen, Ieng Sary, và Saloth Sar (sau này được gọi là Pol Pot), những người này đã lãnh đạo một cuộc nổi dậy dưới sự lãnh đạo bí mật của Đảng cộng sản Campuchia (CPK). Sihanouk gọi những người nổi dậy đó là Khmer Rouge, dịch chính xác là "Khmer Đỏ." Nhưng cuộc bầu cử quốc hội năm 1966 cho thấy cánh tả được ủng hộ nhiều hơn, và tướng Lon Nol đã lập ra một chính phủ, tồn tại tới tận năm 1967. Trong giai đoạn 1968 và 1969, cuộc nổi dậy ngày càng tồi tệ. Tháng 8, 1969, tướng Lon Nol lập ra một chính phủ mới. Hoàng tử Sihanouk đi ra nước ngoài để chăm sóc sức khoẻ từ tháng 1 năm 1970.

## Cộng hòa Khmer và cuộc chiến
Tháng 3, 1970, khi hoàng tử Sihanouk đang vắng mặt, tướng Lon Nol lật đổ hoàng tử Sihanouk và nắm lấy quyền lực. Sơn Ngọc Thành tuyên bố ủng hộ chính phủ mới. Ngày 9 tháng 10, chế độ quân chủ ở Campuchia bị bãi bỏ, và đất nước được đổi tên thành Cộng hòa Khmer.
Hà Nội từ chối yêu cầu của chính phủ mới đòi họ rút quân. Khoảng từ 2.000-4.000 người Campuchia từng tới Việt Nam Dân chủ Cộng hòa năm 1954 trở về Campuchia, được các binh sĩ Việt Nam Dân chủ Cộng hòa hỗ trợ. Để đáp lại, Hoa Kỳ cung cấp viện trợ vũ khí cho các lực lượng của chính phủ mới, và họ lao vào cuộc chiến chống lại cả những kẻ nổi loạn bên trong và cả những lực lượng Quân đội Nhân dân Việt Nam.
Tháng 4 năm 1970, Tổng thống Mỹ Nixon tuyên bố với công chúng rằng các lực lượng trên bộ của Mỹ và Nam Việt Nam đã tiến vào Campuchia trong một chiến dịch nhằm tiêu diệt các vùng căn cứ của NVA tại Campuchia (xem Cuộc xâm nhập Campuchia). Người Mỹ ném bom Campuchia trong hơn một năm. Những cuộc phản đối diễn ra tại các trường đại học Mỹ, dẫn tới cái chết của bốn sinh viên tại Kent State, ủng hộ việc rút quân Mỹ khỏi Việt Nam.
Dù một số lượng lớn trang thiết bị đã bị Hoa Kỳ và các lực lượng Nam Việt Nam chiếm được và phá huỷ, chính sách ngăn chặn các lực lượng Việt Nam Dân chủ Cộng hòa vẫn tỏ ra không thành công. Quân Việt Nam Dân chủ Cộng hòa di chuyển sâu hơn vào bên trong Campuchia để tránh các cuộc hành quân của Hoa Kỳ và Nam Việt Nam. Các đơn vị NVA tràn qua các vị trí quân sự của Campuchia trong khi CPK mở rộng các cuộc tấn công quy mô nhỏ vào những đường thông tin liên lạc.
Trong ban lãnh đạo Cộng hòa Khmer có tình trạng không thống nhất giữa ba thành viên chính: Lon Nol, Sirik Matak anh em họ của Sihanouk, và lãnh đạo Quốc hội In Tam. Lon Nol vẫn nắm quyền lực một phần nhờ bởi không có ai đã được chuẩn bị để thế chỗ ông. Năm 1972, một hiến pháp ra đời, nghị viện được bầu ra, và Lon Nol trở thành tổng thống. Nhưng tình trạng không thống nhất, những vấn đề về việc nâng lực lượng quân đội 30.000 người lên hơn 200.000, và tình trạng tham nhũng tràn lan làm suy yếu chính quyền hành chính và quân đội.
Cuộc nổi dậy của những người cộng sản bên trong Campuchia tiếp tục lớn mạnh, và được cung cấp trang bị cũng như ủng hộ quân sự từ phía Việt Nam Dân chủ Cộng hòa. Pol Pot và Ieng Sary nắm được quyền lãnh đạo lực lượng cộng sản do người Việt Nam đào tạo, nhiều người trong số đó đã bị thanh lọc. Cùng lúc đó các lực lượng của Đảng Cộng sản Khmer trở nên mạnh hơn và độc lập hơn khỏi quyền kiểm soát của người Việt Nam. Tới năm 1973, CPK đã đánh những trận lớn chống lại các lực lượng chính phủ mà không cần hoặc có rất ít sự hỗ trợ từ phía Quân đội Nhân dân Việt Nam, họ kiểm soát gần 60% lãnh thổ Campuchia và 25% dân số.
Chính phủ đã ba lần nỗ lực đàm phán với những người nổi dậy nhưng không mang lại kết quả, nhưng tới năm 1974, CPK đã hoạt động thành những nhóm tách biệt với nhau và một số lực lượng Việt Nam Dân chủ Cộng hòa đã chuyển vào trong miền Nam Việt Nam. Quyền kiểm soát của Lon Nol bị giảm xuống chỉ còn những vùng bao quanh thành phố và những đường vận chuyển chính. Hơn hai triệu người tị nạn chiến tranh sống ở Phnom Penh và các thành phố khác.
Vào ngày đầu năm 1975, quân cộng sản tung ra một cuộc tấn công kéo dài 117 ngày và vô cùng ác liệt làm sụp đổ chính quyền Cộng hòa Khmer. Những cuộc tấn công đồng thời xung quanh vành đai Phnom Penh ghìm chặt các lực lượng cộng hòa, trong khi các đơn vị của CPK vượt qua và chiếm quyền kiểm soát vùng tiếp tế chiến lược là hạ lưu sông Cửu Long. Chiến dịch không vận cung cấp vũ khí và lương thực do Hoa Kỳ thực hiện đã chấm dứt khi Quốc hội nước này từ chối viện trợ thêm cho Campuchia. Phnom Penh và các thành phố khác bị tấn công bằng rocket hàng ngày gây ra thương vong cho hàng nghìn thường dân. Chính phủ Lon Nol đầu hàng ngày 17 tháng 4, 5 ngày sau khi phái đoàn Hoa Kỳ rời khỏi Campuchia.

## Campuchia Dân chủ (1975-1979)
Ngay sau khi giành chiến thắng, Chính phủ Campuchia Dân chủ ra lệnh sơ tán dân ra khỏi tất cả các thành phố và thị trấn, đưa những người dân thành thị tới những vùng nông thôn để làm việc như những nông dân,
Hàng ngàn người đã chết đói và chết vì bệnh tật trước khi CPK giành được chính quyền, trong thời gian tản cư sau đó và vì những hậu quả của nó. Nhiều người  bị buộc phải rời khỏi các thành phố và định cư tại những ngôi làng mới được lập nên, thiếu lương thực, dụng cụ lao động và chăm sóc y tế. Nhiều người  đã đánh mất khả năng tự kiếm sống để tồn tại trong môi trường nông nghiệp. Hàng ngàn người chết đói trước khi mùa màng được thu hoạch. Thiếu ăn và suy dinh dưỡng - ở bờ vực của nạn đói – là điều xảy ra liên tục trong nhiều năm
Hoàng tử Sihanouk từ chức nguyên thủ quốc gia ngày 4 tháng 4. Vào ngày 14 tháng 4, sau khoá họp đầu tiên, PRA thông báo rằng Khieu Samphan sẽ làm chủ tịch hội đồng lãnh đạo quốc gia trong nhiệm kỳ 5 năm.. Hoàng tử Sihanouk bị quản thúc tại gia. Những tàn tích của xã hội cũ bị xoá bỏ và tôn giáo, đặc biệt là Phật giáo và Thiên Chúa giáo, bị đàn áp.. Campuchia không có hệ thống tiền tệ cũng như hệ thống ngân hàng.
Cuộc sống dưới chính quyền Campuchia Dân chủ rất ngặt nghèo và bạo tàn. Ở nhiều vùng trong nước, người dân bị bố ráp và bị hành quyết vì tội nói tiếng nước ngoài, đeo kính, bới rác kiếm thức ăn, và thậm chí là than khóc khi có người thân qua đời. Những doanh nghiệp và các quan chức thời trước bị săn đuổi một cách tàn nhẫn và bị giết chết cùng toàn bộ gia đình họ..
Chưa có những ước tính chính xác về số lượng người đã chết trong giai đoạn 1975 và 1979, nhưng có lẽ hàng trăm ngàn người đã bị hành quyết một cách tàn nhẫn bởi chính quyền Khmer Đỏ.
Quan hệ của nước Campuchia dân chủ với Việt Nam và Thái Lan trở nên xấu đi nhanh chóng vì các cuộc xung đột biên giới và khác biệt về ý thức hệ. Mặc dù theo chủ nghĩa cộng sản, CPK có tư tưởng dân tộc rất nặng, và thanh trừng đa số các thành viên của họ từng sống tại Việt Nam. Campuchia dân chủ thiết lập những mối quan hệ chặt chẽ với Trung Quốc, và cuộc xung đột Campuchia-Việt Nam đã trở thành một phần của sự đối đầu giữa Trung Quốc và Liên Xô trong đó Moskva hỗ trợ Việt Nam. Các cuộc xung đột biên giới ngày càng tệ hại khi Campuchia dân chủ tấn công quân sự vào các làng mạc nằm sâu trong lãnh thổ Việt Nam. Tháng 12 năm 1977, Campuchia chấm dứt quan hệ ngoại giao với Hà Nội, buộc tội Việt Nam có mưu đồ thành lập một Liên bang Đông Dương. Giữa năm 1978, các lực lượng Việt Nam tấn công Campuchia, tiến sâu khoảng 30 km rồi rút lui trước khi mùa mưa diễn ra.
Lý do để Trung Quốc ủng hộ CPK là vì họ muốn ngăn chặn phong trào liên kết toàn thể Đông Dương nhằm giữ vững ưu thế quân sự của mình trong vùng.

## Cộng hòa Nhân dân Campuchia (1979 - 1993)
Tháng 12, 1978, Việt Nam thông báo thành lập Mặt trận Campuchia thống nhất bảo vệ quốc gia (KUFNS) dưới sự lãnh đạo của Heng Samrin, một cựu chỉ huy trong quân đội Campuchia Dân chủ. Nó bao gồm những người Khmer cộng sản còn ở lại Việt Nam sau năm 1975 và các viên chức ở khu vực phía đông – như Heng Samrin và Hun Sen – người từng chạy sang Việt Nam từ Campuchia năm 1978. Cuối tháng 12 năm 1978, các lực lượng Việt Nam tấn công tổng lực vào Campuchia, chiếm Phnom Penh vào ngày 7 tháng 1, đuổi những tàn quân của nước Campuchia Dân chủ chạy về phía tây sang Thái Lan.
Được Việt Nam hậu thuẫn, ngày 8 tháng 1 năm 1979 Hội đồng Nhân dân Cách mạng nước Cộng hòa Nhân dân Campuchia do Heng Samrin làm Chủ tịch đã được thành lập. Tuy vậy chính quyền này chỉ được một số nước cộng sản công nhận và chưa tự bảo vệ được mà vẫn cần đến sự có mặt của quân đội Việt Nam. Năm 1981, Cộng hòa Nhân dân Campuchia tổ chức bầu quốc hội và ban hành hiến pháp.
Trong thời gian này, Campuchia Dân chủ của Khmer Đỏ vẫn giữ được ghế đại diện cho Campuchia ở Liên Hợp Quốc.
Năm 1989, Việt Nam hoàn thành việc rút quân khỏi Campuchia. Các nỗ lực khôi phục hòa bình diễn ra sôi động trong thời gian 1989 và 1991 với hai hội nghị quốc tế ở Paris, và một phái đoàn gìn giữ hòa bình Liên Hợp Quốc giúp đỡ duy trì ngừng bắn.
Ngày 23 tháng 10 năm 1991, Hội nghị Paris tái họp để ký kết một thỏa ước tổng thể, trao cho Liên Hợp Quốc quyền giám sát ngừng bắn, hồi hương người tị nạn Khmer dọc theo biên giới Thái Lan, giải giáp và giải ngũ các phe xung đột, chuẩn bị tiến hành bầu cử tự do. Hoàng thân Sihanouk, Chủ tịch Hội đồng Quốc gia Tối cao Campuchia (SNC), và các thành viên khác của SNC trở về Phnom Penh tháng 11 năm 1991, bắt đầu quá trình hòa giải tại Campuchia. Phái đoàn Tối cao Liên Hợp Quốc về Campuchia (UNAMIC) được triển khai cùng thời gian đó để duy trì liên lạc giữa các phe phái, bắt đầu các chiến dịch tháo mìn và đưa người tị nạn, khoảng 370 ngàn người, trở về từ Thái Lan.
Trong cuộc bầu cử do Liên Hợp Quốc tổ chức năm 1993, có hơn 4 triệu người Campuchia (chừng 90% số người trong độ tuổi bầu cử) bỏ phiếu, mặc dù Khmer Đỏ, vốn không chịu giải giáp và giải ngũ, tìm cách đe dọa và ngăn chặn một số người tham gia bầu cử. Đảng FUNCINPEC của hoàng thân Norodom Ranariddh nhận được nhiều phiếu nhất, khoảng 45,5% số phiếu, tiếp theo là Đảng Nhân dân của Hun Sen, rồi đến đảng Dân chủ Tự do Phật giáo. Đảng FUNCINPEC tiếp đó thành lập chính phủ liên minh với các đảng phái tham gia bầu cử, với quốc hội gồm 120 thành viên. Quốc hội thông qua hiến pháp mới ngày 24 tháng 9, theo đó Campuchia sẻ là một quốc gia quân chủ lập hiến, đa đảng, tự do, với cựu hoàng thân Sihanouk được đưa lên làm vua trở lại. Hoàng thân Ranariddh và Hun Sen trở thành Thủ tướng thứ nhất và thứ hai trong Chính phủ Hoàng gia Campuchia (RGC).

## Vương quốc Campuchia (1993 - hiện tại)
Đảng Nhân dân Campuchia - CPP dần dần dẹp yên Khmer Đỏ và thanh trừng các thành phần Hoàng Gia chống đối. Các lực lượng Khmer Đỏ cuối cùng phải đầu hàng năm 1998. Sau các cuộc xung đột vũ trang giữa các đảng kình địch nhau khiến hơn 100 người chết, Hun Sen tiến hành đảo chính giành chính quyền, hoàng thân Ranariddh bị phế truất, và Hun Sen trở thành Thủ tướng duy nhất.
Giới lãnh đạo đảng FUNCINPEC quay trở lại Cambodia sau cuộc bầu cử Quốc hội năm 1998. Trong cuộc bầu cử đó, đảng CPP giành được 41% số phiếu, đảng FUNCINPEC được 32%, và đảng của Sam Rainsy (SRP) được 13%. Do tình hình bạo lực chính trị và việc thiếu tiếp cận từ giới truyền thông, nhiều quan sát viên quốc tế cho rằng có nhiều sai phạm nghiêm trọng trong cuộc bầu cử. Đảng CPP và FUNCINPEC lập một chính phủ liên hiệp mới, trong đó CPP đóng vai trò đối tác chính.
Do tình hình sức khỏe ngày càng kém đi, năm 2004, vua Sihanouk tuyên bố thoái vị, ở lại Bắc Kinh và Bình Nhưỡng để chữa bệnh. Hoàng thân Sihamoni được truyền ngôi và trở thành vua mới của Campuchia.
Ngày 4 tháng 10 năm 2004, Quốc hội Campuchia phê chuẩn thỏa thuận với Liên Hợp Quốc về việc thiết lập một tòa án xét xử tội ác của các quan chức cao cấp Khmer Đỏ. Các quốc gia bảo trợ cam kết tài trợ 43 triệu USD tài chính cho tòa án, dự kiến kéo dài trong 3 năm, trong khi chính quyền Campuchia cũng đóng góp phần của mình là 13,3 triệu USD. Tòa án dự kiến sẽ bắt đầu xét xử các quan chức cấp cao của Khmer Đỏ vào năm 2008.